# Октябрьский (городской округ Истра)
Октя́брьский — посёлок сельского типа в Букарёвском сельском поселении Истринского района Московской области. Население — 141 чел. (2010). С Истрой связан автобусным сообщением (автобус № 46) и с Москвой (автобус 372).
Октябрьский расположен в 5 км к западу от райцентра Истра, в 1 км от  станции Новоиерусалимская и платформы Чеховская Рижского направления Московской железной дороги.

## Население
| 2002 | 2006 | 2010 |
| ---- | ---- | ---- |
| 125  | ↗176 | ↘141 |